# 히라바리촌
히라바리촌(平針村)은 일본 아이치현 아이치군에 설치되었던 촌이다. 현재의 나고야시 덴파쿠구의 일부에 해당한다.